# Toman iraniano

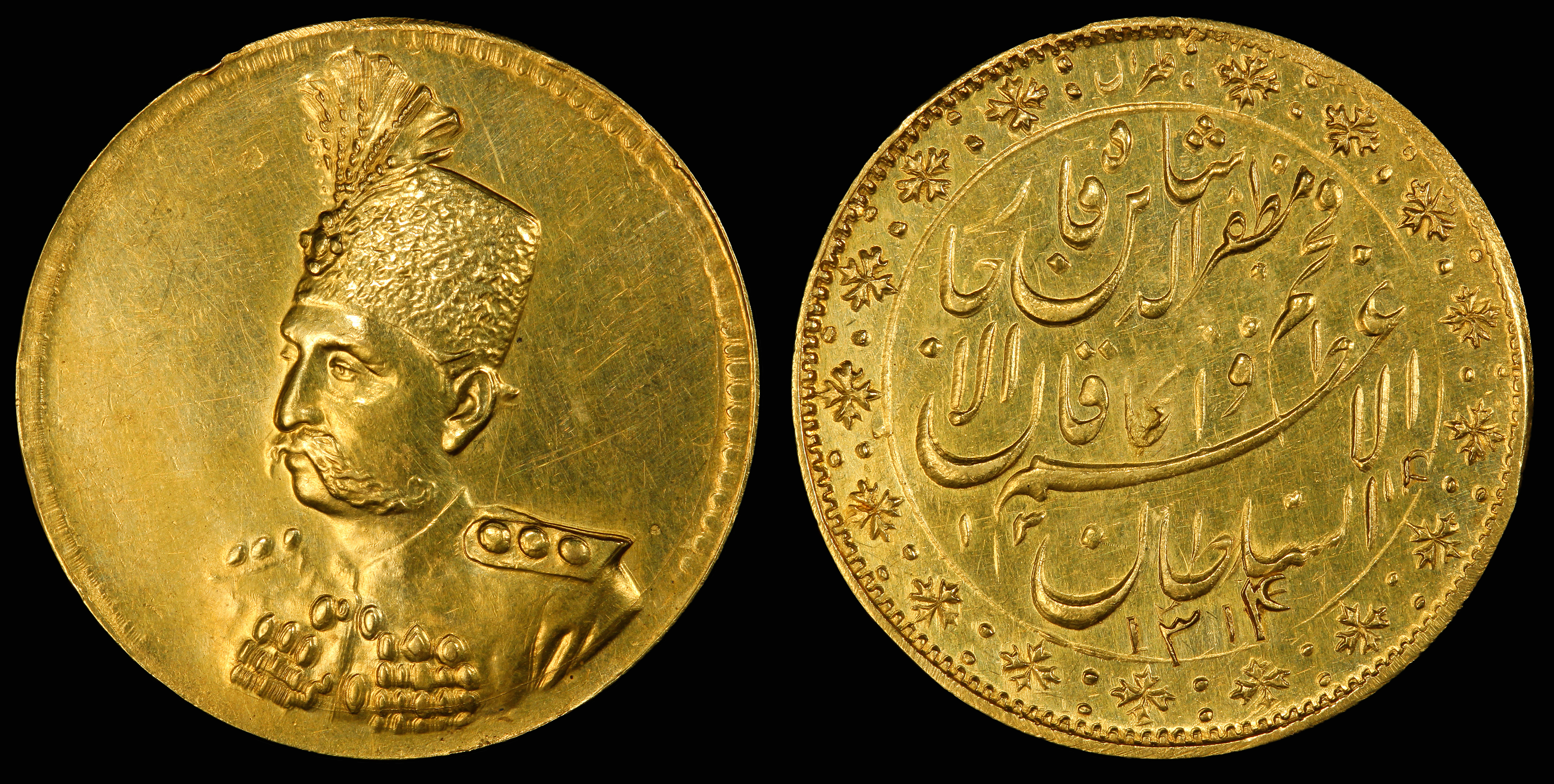

Il toman (in persiano تومان‎) è un multiplo della valuta ufficiale dell'Iran, il riyal. Il "toman", il cui nome deriva da una parola turca che significa "dieci migliaia" (vedi anche "Tumen"), è stato la valuta dell'Iran fino al 1932. Era suddiviso in 10 000 dinari. Tra il 1798 e il 1825, il toman era anche suddiviso in 8 riyal, ciascuno dei quali pari quindi a 1 250 dinari. Nel 1825 fu introdotto il qiran, di valore pari a 1 000 dinari, e quindi a un decimo di toman.
Nel 1932 il riyal sostituì il toman con un rapporto di 1 toman = 10 riyal (cioè 1 riyal = 1 qiran). Sebbene il riyal sia la valuta ufficiale dell'Iran, molte persone utilizzano il termine toman nelle transazioni quotidiane per indicare un importo pari a 10 riyal. In circostanze non ufficiali, la parola toman può riferirsi anche sia a 1 000 toman, sia a 1 000 000 toman. L'ordine di grandezza dell'importo viene desunto dal contesto.

## Monete
Le monete d'oro iraniane erano denominate in toman, mentre quelle di rame e d'argento erano denominate in dinari, riyal o qiran. Prima dell'introduzione delle monete zigrinate, i tagli erano da ¼, ½ e 1 toman. Monete d'oro zigrinate furono emesse in tagli da 1⁄5, ½, 1, 2 e 10 toman. L'ultimo toman d'oro fu emesso nel 1965, ben dopo che il toman aveva cessato d'essere una valuta ufficiale.

## Banconote
Nel 1890 la Banca Imperiale di Persia introdusse banconote in tagli da 1, 2, 3, 5, 10, 20, 25, 50, 100, 500 e 1 000 toman. Queste banconote furono emesse fino al 1923. Nel 1924 fu introdotta una seconda serie, costituita da banconote da 1, 2, 5, 10, 20, 50 e 100 toman che furono emesse fino all'introduzione del riyal nel 1932.

## Proposta di nuova valuta dell'Iran
Un funzionario della banca centrale dell'Iran ha affermato che la banca ha allo studio il progetto di eliminare quattro zeri dalla valuta nazionale (il riyal) e di rinominarla toman.